# ヒルデ・ドミーン

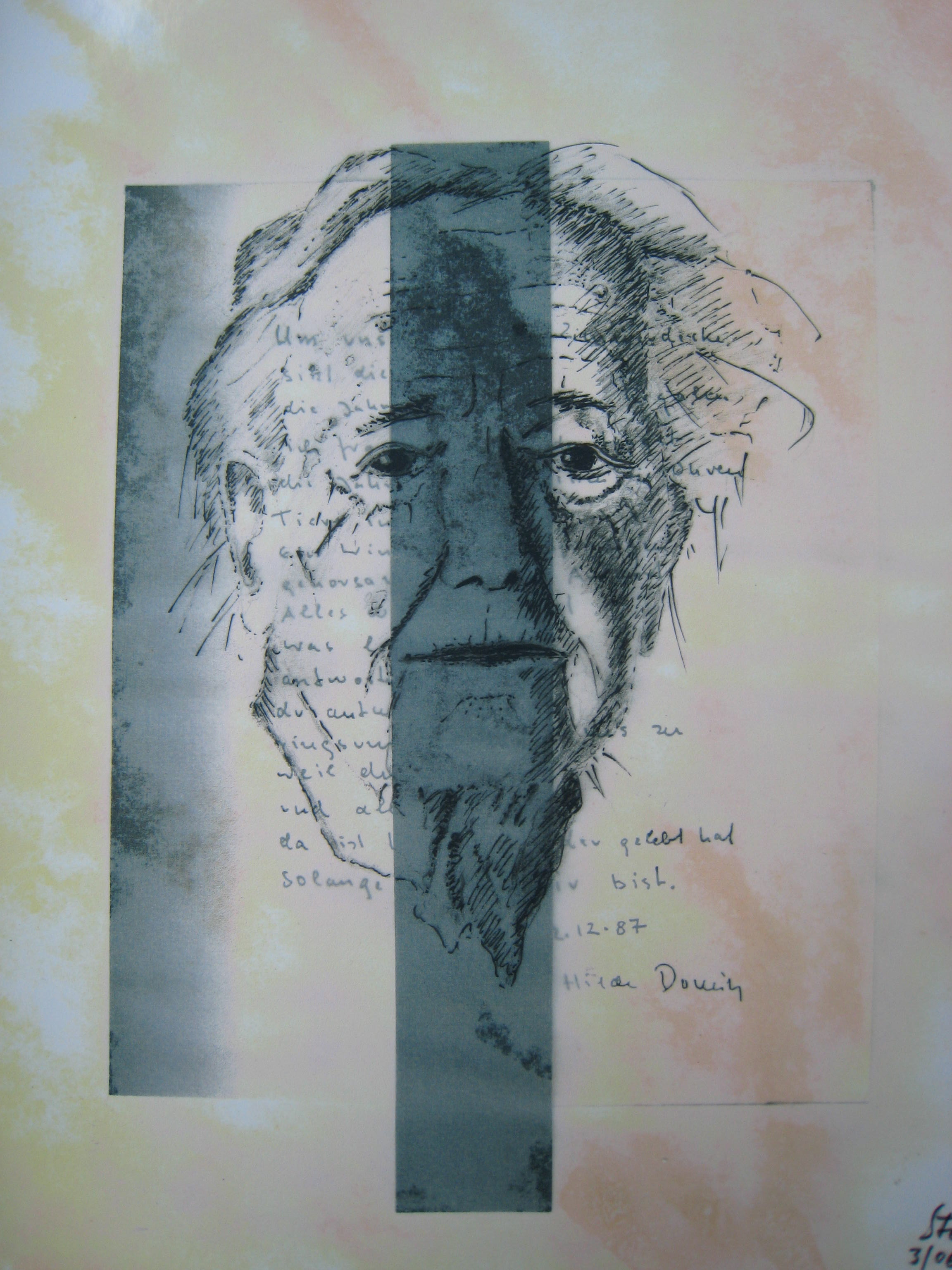
ヒルデ・ドミーンの肖像画(ウルスラ・ストック・作)

ヒルデ・ドミーン(英:Hilde Domin 1909年7月27日 - 2006年2月22日)はドイツ系ユダヤ人の詩人・作家・写真家ならびにエッセイスト。ドイツ生まれで第二次世界大戦前にイタリア・イギリスへ亡命した後にドミニカ共和国へ移住し、再びドイツへ帰国。ドミーンの名はドミニカ共和国に由来し、本名はヒルデガード・ディナ・レーヴェンシュタイン(英:Hildegard Dina Löwenstein)。

## 生涯
ヒルデはドイツ帝国のケルンにて弁護士のオイゲン・レーヴェンシュタイン(Eugen Löwenstein)とフランクフルト出身の歌手として訓練を受けていたポーラ・トリーア(Paula Trier)の間に生まれ、裕福な家庭で育った。ヒルデは幼い頃からガーデニングやピアノや歌のレッスンといった当時の上流階級における英才教育を受けていた。また、ヨーロッパ全般の言語の才能を有していた。
小学校に通うことはせず、家庭での授業を受けた後、ケルンのメルロ・メヴィッセン・ライシアム(Merlo-Mevissen-Lyzeum)に入り、1929年3月6日に最終試験に合格して卒業。在学中にはドイツ女性デーにおいてケルンでの学園の代表にも選ばれた。
1929年4月23日にハイデルベルク大学で弁護士である父への熱意もあって法学部に入り、初めはグスタフ・ラートブルフ教授の教えを受けたが、自分の性に合わず、経済学に転向した。1929年・1930年の冬の間はカール・マンハイムの下で社会科学や政治学、カール・ヤスパースの下で哲学を学んでいた。やがてヒルデは事故で負傷したため、夏ごろには療養を兼ねてより実家に近いケルン大学とボン大学へ移った。この間に経済に関する知識を深め、理論武装をし
、後に作家・評論家になるハンス・メイヤーとは政治的議論を深める仲になり、ドイツ社会民主党(SPD)のケルングループにも属した。
1930年10月22日にはベルリンのフリードリヒ・ヴィルヘルム大学（現・フンボルト大学）に入学。1931年とをはさんでベルリンでは「活発な闘争」が始まっていた。大学においても中庭で熱烈な討論が繰り広げられていた。1930年12月4日にはヒルデもベルリンでハーゼンハイデ(Hasenheide)において学生たちを前にしてのアドルフ・ヒトラーの演説を聞いていた。学友と『我が闘争』を読んでいるうちに、ヒトラーが本の通りの内容をいずれは実行するであろうとこの時ヒルデは思っていた。
1931年夏頃にハイデルベルクへ戻って1932年に政治学の学位を取得。その前に大学の哲学セミナーの時に考古学を学んでいたユダヤ人学生エルヴィン・ヴァルター・パームと知り会った。エルヴィンはフランクフルトの正統派ユダヤ教徒の商人の一家に生まれた。互いに知的な分野で共に譲らず、共に傷つきながらもかけがえのない関係であった。
二人はイタリアへの憧れとドイツでの不穏な空気を感じていたことを理由に、1932年秋にローマへ渡り、ローマ・ラ・サピエンツァ大学へ入学した。後にヒルデが予想していた通りにドイツでナチスが政権を握ると正式に亡命者となった。ヒルデは両親も説得し、彼らの方も1933年にドイツを出てベルギー、オランダ、イギリス、後にアメリカへ亡命することになった。
1934年にフィレンツェのチェザーレ・アルフィエリ研究所で社会政治学を学び、1935年に政治学の博士号を取得し、ニッコロ・マキャヴェッリ研究の先駆けとなる論文"Pontanus"を発表した。1935年から1939年までローマで語学教師として働いた。ヒルデはエルヴィンと1936年10月30日にローマの宮廷音楽院で結婚式を挙げ、名をヒルデ・パーム(英:Hilde Palm)に変えた。
ヒルデは生活のためにドイツ語の教師をする他に、夫の研究論文の翻訳も手伝い、その一方で詩を読むのも好きだった。
しかし、イタリアでも1938年9月17日に反ユダヤ政策が取られるようになると、二人は翌年の3月15日にイタリアを出てパリを経由してイギリスへ渡った。ヒルデの両親も二人のために経済的な支援を行った。
ヒルデはイングランドのサマセット州マインヘッドにあるセント・アルドウィンズ・カレッジ(St. Aldwyn's College)でしばらく語学教師を務めた。
ただ、二人がドイツ難民である以上、イギリスも安住の地ではなかった。枢軸国と開戦したイギリスでは難民への仕事を提供するどころではないことや、難民にはスパイの嫌疑を持たれていることに加え、1940年6月の新聞でも難民を強制収容すべきとの世論が高まっていたことで父オイゲンが苦悩していた事もあって、別の国へまた渡航せざるを得ない状況となった。
ヨーロッパ諸国以外ではアメリカやカナダは難民を受け入れる状況ではなく、ラテンアメリカ各国でも厳しい条件が突きつけられている中、ドミニカ共和国だけが経済政策上の理由やユダヤ人を受け入れやすい環境であったため、二人は6月25日にドミニカ共和国へ出発した。
両親は兄弟がいるアメリカへ、ヒルデとエルヴィンはカナダ、ジャマイカ、キューバを経て1940年8月にドミニカ共和国へ移住した。二人は14年間を同国で過ごした。エルヴィンはサントドミンゴ大学に赴任し、ヒルデは同大学で翻訳家・ドイツ語教師・建築写真家として働き、夫の秘書を務めた。建築写真に関しては同地の旧市街における古風のヨーロッパ建築を中心に撮影された。これは1990年にドミニカ共和国におけるサントドミンゴの植民都市がユネスコ(UNESCO)の世界文化遺産に認定されるための資料にもなった。また二人はスペイン語の詩を翻訳し、"Rose aus Asche"（灰色のバラ:Erwin Walter Palm名義）のタイトルで1950年に出版された。1948年1月12日、エルヴィンは「サントドミンゴ大学植民地考古学部門長」の職に就いた。
この間、1942年には父を、1951年には母を相次いで亡くした。この時ヒルデは自殺を考えていたが、気を紛らせるべく詩を書いているうちにその才能が開花していった。ヒルデ・ドミーンの名前はこの時に生まれた。1953年に夫の研究のためにアメリカへ渡った後、1954年2月にスペインを経てドイツへ帰国した時には同名で詩を出版していた。ドイツへの帰郷の動機としては、亡命によって故郷を追われる身となった後、ナチスによるドイツの支配が終息した今、自分が生まれ持った言語を生んだ国、抒情詩の憧憬の国を再認識する位置づけを行うことによるものである。
1961年にハイデルベルクに落ち着くまでは、スペインとドイツとを交互に往来してきた。その間、詩やエッセイなどを新聞や雑誌に寄稿。1955年には初の15篇の詩から成る短編詩集"Ziehende Landschaft"（風景を描く）を発表。1959年には撰集"Nur eine Rose als Stütze"（薔薇だけを支えとして）を出版。スペインの詩人ビセンテ・アレイクサンドレと出会い、文学雑誌"Caracola"（スペイン語:巻貝）に詩を掲載してもらった。1961年にエルヴィンはハイデルベルク大学でイベロアメリカ美術史の教授の職に就き、ヒルデはフリーランサーの作家となった。半年後にはネッカーへ移り住み、ヒルデの作品のほとんどがそこで創られた。また、ヒルデは若者の詩人の教育にも熱心で、学校や教会での生徒の前での朗読や刑務所への慰問にも参加した。特に刑務所では囚人たちが彼女の詩の朗読に感銘を受け、小さな文学のサークルを創設することにもつながった。
1964年にはドイツ連邦共和国の国際亡命ペンクラブ(P.E.N.-Club des Exils)のメンバーとなる（死後に名誉会員となる）。
ヒルデは1966年にノーベル文学賞を受賞した詩人ネリー・ザックスや哲学者ハンス・ゲオルク・ガダマーとも親しい仲であった。1961年に創設されたネリー・ザックス賞にはヒルデも1983年の受賞者となった。
1968年にはヒルデ唯一の小説"Das zweite Paradies"（第二の楽園）を出版、同年には
イダ・デメル文学賞の最初の受賞者となった。また、論文"Wozu Lyrik heute:Dichtung und Leser in der gesteuerten Gesellschaft"（何のために今詩を作るのか - 統制社会における詩と朗読）を執筆した。
1978年にはドイツ語詩アカデミー(DASD)に入学。
1986年に受けたインタビューによると、ヒルデは"Ein Schriftsteller braucht drei Arten von Mut. Den er selber zu sein. Den Mut, nichts umzulügen, die Dinge beim Namen zu nennen. Und drittens den, an die Anrufbarkeit der anderen zu glauben."「作家には三つの勇気が必要である。一つは自分を信じる勇気。二つ目は嘘偽りなく真実を語る勇気。そして最後は他人の存在を信じる勇気である。」と語った。
1987年から1989年の間はフランクフルト大学で詩学の客員講師を、マインツ大学においては詩学の講師を務めた。1987年・1988年の冬にはフランクフルト大学にてインゲボルク・バッハマン、マリー・ルイーゼ・カシュニッツ、クリスタ・ヴォルフに続く4人目の女性としてフランクフルト詩の講義を行った。テーマは"Das Gedicht als Augenblick von Freiheit"（自由の瞬間としての詩）。

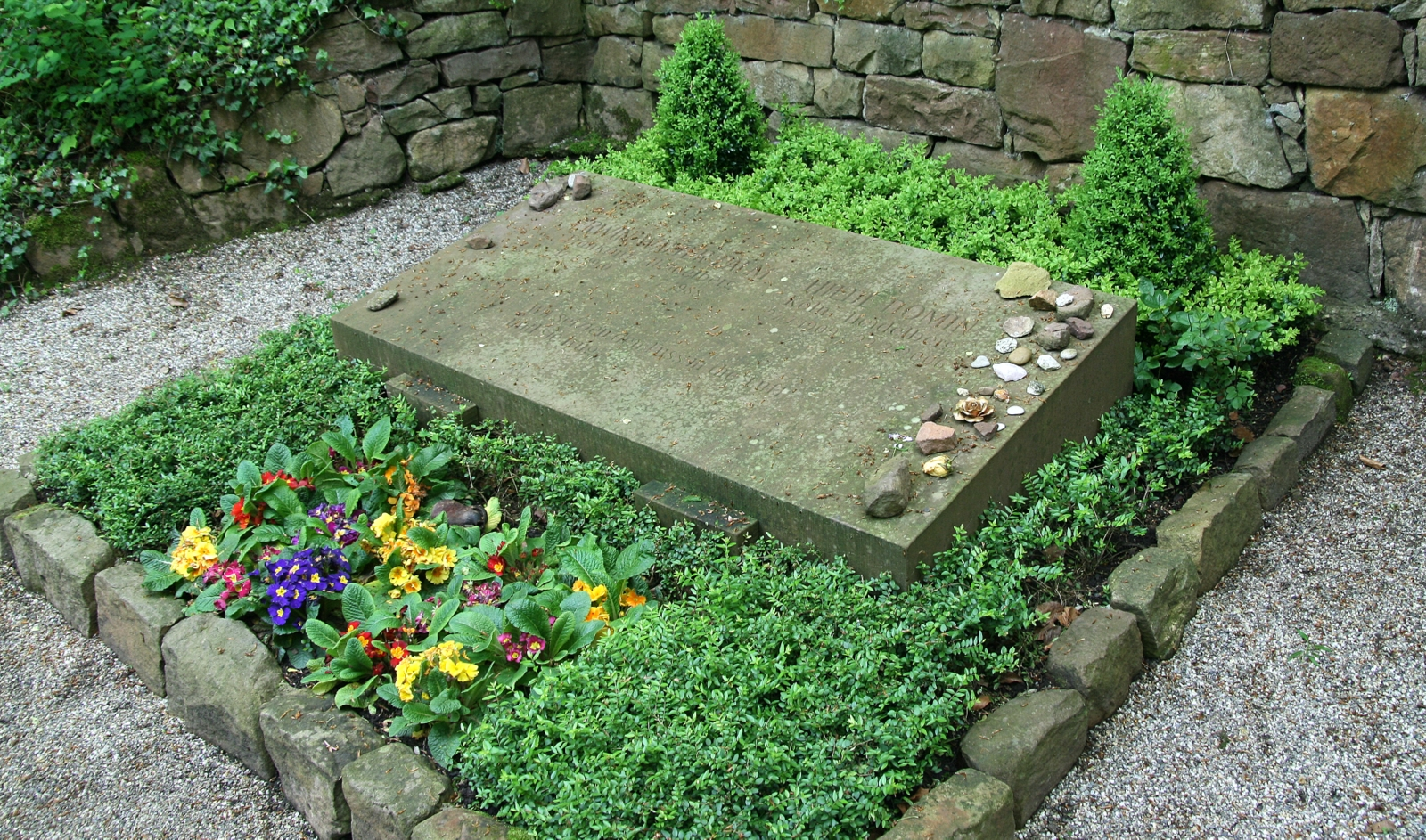
ハイデルベルク山墓地にあるエルヴィンとヒルデの墓

1988年7月7日、夫のエルヴィン・ヴァルター・パームが心臓麻痺により77歳で死去。ハイデルベルク山墓地でヒルデと共に墓石が設置されたが、翌日ネオナチにより塗りつぶされる被害を受けた。
1992年にはバート・ホムブルク・フォア・デア・ヘーエでフリードリヒ・ヘルダーリン賞を受賞した。この年、ハイデルベルクではヒルデが80歳を迎えた記念に「亡命文学(Literatur im Exil)」が贈呈された（ヒルデの死後は「ヒルデ・ドミーン亡命文学賞(Hilde-Domin-Preis für Literatur im Exil)」と改称）。
1999年6月25日には亡き夫への別れの詩集として"Der Baum blüht trotzdem"（拙訳：それでも樹は花を咲かせる）を発表。日本では2002年3月1日に「樹はけれども咲く」（高橋勝義、高山尚久共訳、土曜美術社出版販売・刊）のタイトルで出版された。
2004年に95歳を迎えたヒルデはハイデルベルクの名誉市民としての称号を受けた他、翌年にはドミニカ共和国の最高賞ドゥアルテ・サンチェス・メラ勲章を受賞した。
2006年2月22日には、氷に足を滑らせて大腿頸部を骨折する事故がきっかけで、入院した先のハイデルベルクの病院で心不全により亡くなった。享年96。葬儀は3月4日に行われた。ヒルデは生涯子供がいなかった代わりに、多数の詩を生み、26の言語に翻訳された。

## 著書
- Herbstzeitlosen（詩：秋のクロッカス）1955年
- Ziehende Landschaft（詩：風景を描く）1955年
- Wo steht unser Mandelbaum（詩：私たちのアーモンドの木はどこにある）1957年
- Nur eine Rose als Stütze.（詩集：薔薇だけを支えとして）1959年
- Rückkehr der Schiffe.（詩：船の帰還）1962年
- Unaufhaltsam（詩：止められない）1962年
- Rufe nicht（詩：叫ばないで）不詳[3]
- Linguistik（詩：言語学）1963年
- Spanien erzählt : 26 Erzählungen.（スペインは語る - 26の物語）1963年/1977年
- Hier（詩集：ここに）1964年
- Tokaidoexpress（詩集：東海道特急）1964年[17]
- Doppelinterpretationen. Das zeitgenössische deutsche Gedicht zwischen Autor und Leser,（論文：二重解釈 - 作者と読者の間の現代ドイツ詩）1966年・ボン
- Das zweite Paradies.（小説：第二の楽園）1968年
- Höhlenbilder（詩：洞窟壁画）1968年
- Wozu Lyrik heute. Dichtung und Leser in der gesteuerten Gesellschaft.（論文：何のために今詩を作るのか - 統制社会における詩と朗読）1968年・ミュンヘン
- Ich will dich.（詩：あなたがほしい）1970年・ミュンヘン
- Nachkrieg und Unfrieden. Gedichte als Index 1945–1970（戦後と内紛(1945-1970)）1970年・ベルリン
- Die andalusische Katze（アンダルシアの猫）1971年
- Von der Natur nicht vorgesehen. Autobiographisches.（本来意図されていない自伝的なもの）1974年・ミュンヘン
- Aber die Hoffnung. Autobiographisches aus und über Deutschland.（しかし、望みはある - ドイツの自伝的事実）1982年・ミュンヘン
- Hilde Domin - Gesammelte Gedichte（ヒルデ・ドミーン撰集）1987年
- Das Gedicht als Augenblick von Freiheit.（講演集：自由の瞬間としての詩）1988年・ミュンヘン
- Gesammelte Essays. Heimat in der Sprache.（エッセイ集：言語の家）1993年・フランクフルト
- Der Baum blüht trotzdem.（詩集：それでも樹は花を咲かせる）1999年・フランクフルト
- Gesammelte autobiographische Schriften. Fast ein Lebenslauf.（自伝）1992年/2005年
- Wer es könnte. Gedichte und Aquarelle.（誰が為したこと - 詩と水彩）2000年・ヒュンフェルデン

以下はヒルデの死後出版されたもの。
- Sämtliche Gedichte.（ヒルデ・ドミーン全集）Nikola Herweg / Melanie Reinhold共編 2009年・ミュンヘン
- Poesiealbum 309.（309の詩）2013年

## 主な所属会員
出典を参照。
- PEN-Zentrum Deutschland - ドイツペンクラブ
- Ehrenmitglied des Exil-P.E.N. - 国際亡命ペンクラブ名誉会員
- Deutsche Akademie für Sprache und Dichtung - ドイツ言語詩学アカデミー（ダルムシュタット）
- Ehrenmitglied der Heinrich-Heine-Gesellschaft - ハインリヒ・ハイネ協会名誉会員（ジュッセルドルフ）
- Ehrenmitglied der GEDOK(Gemeinschaft Deutscher und Oesterreichischer Künstlerinnenvereine aller Kunstgattungen) - オーストリア・ドイツ女性芸術家協会名誉会員
- American Association of Teachers of German - ドイツ教員アメリカ協会
- Akademie gemeinnütziger Wissenschaften, Erfurt - 慈善科学アカデミー（エアフルト）

## 受賞歴
- 1968年 - イダ・デメル文学賞（英語版）
- 1971年 - ドロステ賞（英語版）
- 1972年 - ハインリヒ・ハイネ賞（ドイツ語版）
- 1974年 - ロスヴィータ賞（ドイツ語版）
- 1976年 - ルネ・マリア・リルケ賞
- 1982年 - リチャード・ベンツ芸術科学賞（ドイツ語版）
- 1983年 - ネリー・ザックス賞
- 1983年 - ドイツ連邦共和国功労勲章・一等功労十字章
- 1988年 - ノルトライン＝ヴェストファーレン州功労勲章（ドイツ語版）
- 1990年 - バーデン＝ヴュルテンベルク功労勲章（ドイツ語版）
- 1992年 - フリードリヒ・ヘルダーリン賞（ドイツ語版）
- 1992年 - 亡命文学（ドイツ語版） - 没後「ヒルデ・ドミーン亡命文学賞」に改称
- 1992年 - ハイデルベルク大学勲章
- 1992年 - カール・ザックマイヤー勲章（ドイツ語版）
- 1993年 - ヘルマン・シンスハイマー賞（ドイツ語版）
- 1993年 - バーデン＝ヴュルテンベルク州名誉教授
- 1994年 - ドイツ連邦共和国功労勲章・大功労十字章
- 1995年 - コンラート・アデナウアー財団文学賞（ドイツ語版）
- 1999年 - ヤコブ・ワッサーマン賞（ドイツ語版）
- 1999年 - ノルトライン＝ヴェストファーレン州国家賞（ドイツ語版）
- 1999年 - ハイデルベルク市民勲章（ハイデルベルク市への奉仕として）
- 2004年 - ハイデルベルク名誉市民
- 2005年 - ドゥアルテ・サンチェス・メラ勲章（スペイン語版）